# テイ・ガーネット
テイ・ガーネット（Tay Garnett, 1894年6月13日 - 1977年10月3日）は、アメリカ合衆国の映画監督、脚本家、映画プロデューサーである。

## 人物・来歴
1894年（明治27年）6月13日、アメリカのカリフォルニア州ロサンゼルスに生まれる。
第一次世界大戦（1914年 - 1918年）では、アメリカ海軍航空士として従軍し、除隊後、マック・セネットの映画会社マック・セネット・コメディーズに入社して映画界入りし、26歳になる1920年（大正9年）、ビリー・ビーヴァン監督の短篇映画『やぶ医者』で脚本家としてデビューした。以降、ハル・ローチの映画会社ハル・ローチ・スタジオでもギャグライターとして活躍する。30歳になる1924年（大正13年）、ハル・ローチ・スタジオ製作の短篇映画『ファスト・ブラック』で監督としてデビューした。
1928年（昭和3年）、パテ・エクスチェインジに移籍し、同社製作の『セレブリティ』で長篇映画をはじめて監督する。
1946年（昭和21年）、ジェームズ・M・ケインの同名の小説を映画化した『郵便配達は二度ベルを鳴らす』を監督した。同作は、フランスの詩人・映画監督のジャン・コクトーらが主宰するシネクラブ「オブジェクティフ49」が1949年（昭和24年）7月29日 - 8月5日に、ピレネー＝アトランティック県ビアリッツで開いた「呪われた映画祭」に選ばれ、ルキノ・ヴィスコンティ監督の『郵便配達は二度ベルを鳴らす』（1943年）とともに上映された。
1951年（昭和26年）、ロレッタ・ヤングの末期の主演作『コーズ・フォー・アラーム』を撮った後、ガーネットはイギリスに渡り、同地で映画を監督した。帰米後は、おもにテレビ映画で活躍した。
1977年（昭和52年）10月3日、カリフォルニア州ロサンゼルスのソーテル地区で白血病によって死去した。満83歳没。映画における功績により、ハリウッド・ウォーク・オブ・フェーム（6556 Hollywood Blvd.）に名を残す。

## おもなフィルモグラフィ

### 映画
- 『やぶ医者』 The Quack Doctor : 監督ビリー・ビーヴァン / ジョージ・グレイ、短篇映画、1920年 - 脚本
- 『ファスト・ブラック』 Fast Black : 短篇映画、1924年 - 監督デビュー作
- 『セレブリティ』 Celebrity : 1928年 - 長篇デビュー作
- 『旅役者』 The Spieler : 1928年
- 『ハア・マン』 Her Man : 1930年
- 『怪盗団』 : 1930年
- 『放送室の殺人』 : 1932年
- 『限りなき旅』 One Way Passage : 1932年
- 『海の荒鷲』 : 1933年
- 『SOS氷山』 S.O.S. Eisberg : 1933年
- 『モダン騎士道』 : 1935年
- 『支那海』 China Seas : 1935年
- 『奴隷船』 Slave Ship : 1937年
- 『身代り花形』 : 1937年
- 『狙はれたお嬢さん（恋は特ダネ）』 Love is News : 1937年
- 『生活の悦び』 Joy of Living : 1938年
- 『貿易風』 Trade winds : 1938年
- 『永遠に貴方を』 Eternally Yours : 1939年
- 『狂った栄光』 Slightly Honorable : 1940年
- 『妖花』 Seven Sinners : 1940年
- 『美しき生涯』 Cheers for Miss Bishop : 1941年
- Bataan : 1943年
- 『ローレンの反撃』 The Cross of Lorraine : 1943年
- 『パーキントン夫人』 Mrs. Parkington : 1944年
- 『愛の決断』 The Valley of Decision : 1945年
- 『郵便配達は二度ベルを鳴らす』 The Postman Always Rings Twice : 1946年
- 『夢の宮廷』 A Connecticut Yankee in King Arthur's Court : 1949年
- The Fireball : 1950年
- 『コーズ・フォー・アラーム』 Cause for Alarm! : 1951年
- 『零号作戦』 One Minute to Zero : 1952年
- 『ブロードウェイへの道』 Main Street to Broadway : 1953年
- 『男の城』 The Black Knight : 1954年
- 『世界の七不思議』 Seven Wonders of the World : 1956年
- 『抵抗する勇士』 A Terrible Beauty : 1960年
- 『決闘ブラックヒル』 Guns of Wyoming : 1963年

### テレビ映画
- 『ロレッタ・ヤング・ショー』 The Loretta Young Show :1953年 – 1961年
- 『幌馬車隊』 Wagon Train : 1957年 – 1965年
- 『ララミー牧場』 Laramie : 1959年 - 1963年
- 『アンタッチャブル』 The Untouchables : 1959年 – 1963年
- 『裸の町』 Naked City : 1958年 – 1963年
- 『ローハイド』 Rawhide : 1959年 - 1965年
- 『ボナンザ』 Bonanza : 1959年 - 1973年

## ビブリオグラフィ
- Directing: Learn from the Masters ISBN 0810830469
- Light Your Torches and Pull Up Your Tights ISBN 087000204X

## 関連事項
- ハリウッド・ウォーク・オブ・フェームの星の一覧
- ソーテル地区 （en:Sawtelle, Los Angeles, California）
- ハル・ローチ・スタジオ （en:Hal Roach Studios）
- パテ・エクスチェインジ